# Enigma (pel·lícula)
Enigma és una coproducció del Regne Unit, els Estats Units, Alemanya i Països Baixos del 2001 dirigida per Michael Apted, protagonitzada per Dougray Scott i Kate Winslet.

## Argument
L'acció gira al voltant de la intercepció de la màquina de xifrat utilitzada pels alemanys durant la Segona Guerra Mundial: Enigma.
Durant la Segona Guerra Mundial, a Anglaterra, el març del 1943, els criptoanalistes de Bletchley Park, l'estació X, seu dels serveis secrets britànics, s'enfronten a un malson: inesperadament els submarins nazis U-Boot de la Kriegsmarine han canviat el codi de la màquina Enigma que empren per comunicar-se entre si i amb l'alt comandament alemany.
Un comboi de vaixells mercants aliat que està travessant l'Atlàntic amb 10.000 passatgers i subministraments importants, està en perill d'atac. Les autoritats recorren a en Tom Jericho (Dougray Scott), un matemàtic brillant i expert desxifrador de codis dels serveis d'intel·ligència britànics, que havia aconseguit desxifrar el codi anterior, denominat Shark, emprat per la flota submarina alemanya.
El que els seus companys no saben, però, és que en Jericho té un enigma personal a resoldre. La Claire Romilly (Saffron Burrows), la dona de la qual està enamorat, desapareix quan les autoritats comencen a sospitar que pot haver-hi un espia a Bletchley Park.
Per arribar a fons de tots dos misteris, en Jericho sol·licita l'ajut de la Hester Wallace (Kate Winslet), la millor amiga de la Claire.

## Repartiment
Repartiment.
- Dougray Scott com Tom Jericho
- Kate Winslet com Hester Wallace
- Saffron Burrows com Claire Romilly
- Jeremy Northam com Mr Wigram
- Nikolaj Coster-Waldau com Jozef 'Puck' Pukowski
- Tom Hollander com Guy Logie
- Donald Sumpter com Leveret
- Matthew Macfadyen com Cave
- Robert Pugh com Skynner
- Corin Redgrave com almirall Trowbridge
- Nicholas Rowe com Villiers
- Edward Hardwicke com Heaviside

## Miscel·lània
Miscel·lània de la pel·lícula.
- Quan a la pel·lícula en Tom Jericho està colpejant lleugerament l'escriptori amb un llapis, està explicant a la Claire el codi Morse.
- Quan la Hester Wallace desxifra una llarga llista de noms polonesos, la càmera l'augmenta i enfoca el nom Zygalski. Henryk Zygalski era un matemàtic polonès que ajudà a trencar el codi Enigma amb el disseny dels fulls perforats, també coneguts com a fulls Zygalski.
- La mansió de Bletchley a la pel·lícula no és la mansió vertadera de Bletchley Park, sinó una a Chicheley Hall.
- El productor Jagger va deixar a l'apartament de disseny de la pel·lícula una màquina de codificació Enigma de quatre rotors que ell tenia per assegurar l'exactitud històrica.